# 요코하마 은행
요코하마 은행(横浜銀行 요코하마긴코[*])은 일본의 지방은행이다. 가나가와현과 도쿄도 마치다시를 주요 영업지역으로 하는 일본 최대의 지방은행이다. 오랫동안 총자산액으로 지방은행의 선두 자리에 있다.